# Johnny O
Pour les articles homonymes, voir Ortiz.
Juan Ortiz, dit Johnny O, né le 27 août 1971 à Brooklyn (New York), est un chanteur de freestyle américain.

## Biographie
Juan Ortiz naît et grandit à Brooklyn d'un père, qu'il n'a jamais connu, d'origine cubaine et d'une mère d'origine portoricaine.
Il a sorti huit albums, dont la plupart ont été classés dans le 40 pop hits. Son album le plus réussi est l'album éponyme de 1988, qui comprenait des chansons populaires comme Fantasy Girl, Highways of Love et Memories. Il sort plusieurs singles avec Cynthia (en) qui comportent notamment les titres Dreamboy / Dreamgirl et Runaway Love.

## Discographie
| Albums studio - 1989 : Johnny O - 1990 : Like a Stranger - 1995 : Call It Watcha Like - 2002 : The Sounds of My Heart - 2007 : Peace on Earth 2012 - 2011 : Remedy (Grace of God) | Compilations - 1993 : The Remixes - 1997 : Best of Johnny O - 2001 : Johnny O's Greatest Hits - 2003 : Famous Very Words : The Very Best of Johnny O - 2005 : All the Hits and More! |

## Filmographie partielle

### Au cinéma
- 2001 : Ali : Madison Square Garden Reporter
- 2011 : Nani : Oscar
- 2012 : Aye Foo: Road Crossing Chickens and Vera Wang : Luis
- 2013 : Shaya : Neighborhood Boy
- 2014 : Strike One : Juan Garcia
- 2015 : McFarland : Jose Cardenas
- 2016 : Soy Nero : Nero
- 2016 : Psychic Visions : Psycopath#2 (en post-production)